# Station Marly-le-Roi
Station Marly-le-Roi is een spoorwegstation aan de spoorlijn Saint-Cloud - Saint-Nom-la-Bretèche. Het station ligt in de Franse gemeente Marly-le-Roi in het departement Yvelines (Île-de-France).

## Geschiedenis
Het station werd op 5 mei 1884 geopend door de Compagnie des chemins de fer de l'Ouest bij de opening van de spoorlijn Saint-Cloud - Saint-Nom-la-Bretèche. Sinds zijn oprichting is het eigendom van de Société nationale des chemins de fer français (SNCF).

## Ligging
Het station ligt op kilometerpunt 25,879 van de spoorlijn Saint-Cloud - Saint-Nom-la-Bretèche.

## Diensten
Het station wordt aangedaan door treinen van Transilien lijn L tussen Paris-Saint-Lazare en Saint-Nom-la-Bretèche - Forêt de Marly.

## Vorig en volgend station
| Richting                               | Vorig station    | Lijn    | Volgend station | Richting           |
| -------------------------------------- | ---------------- | ------- | --------------- | ------------------ |
| Saint-Nom-la-Bretèche - Forêt de Marly | L'Étang-la-Ville | Trans L | Louveciennes    | Paris-Saint-Lazare |